# Die Trachinierinnen

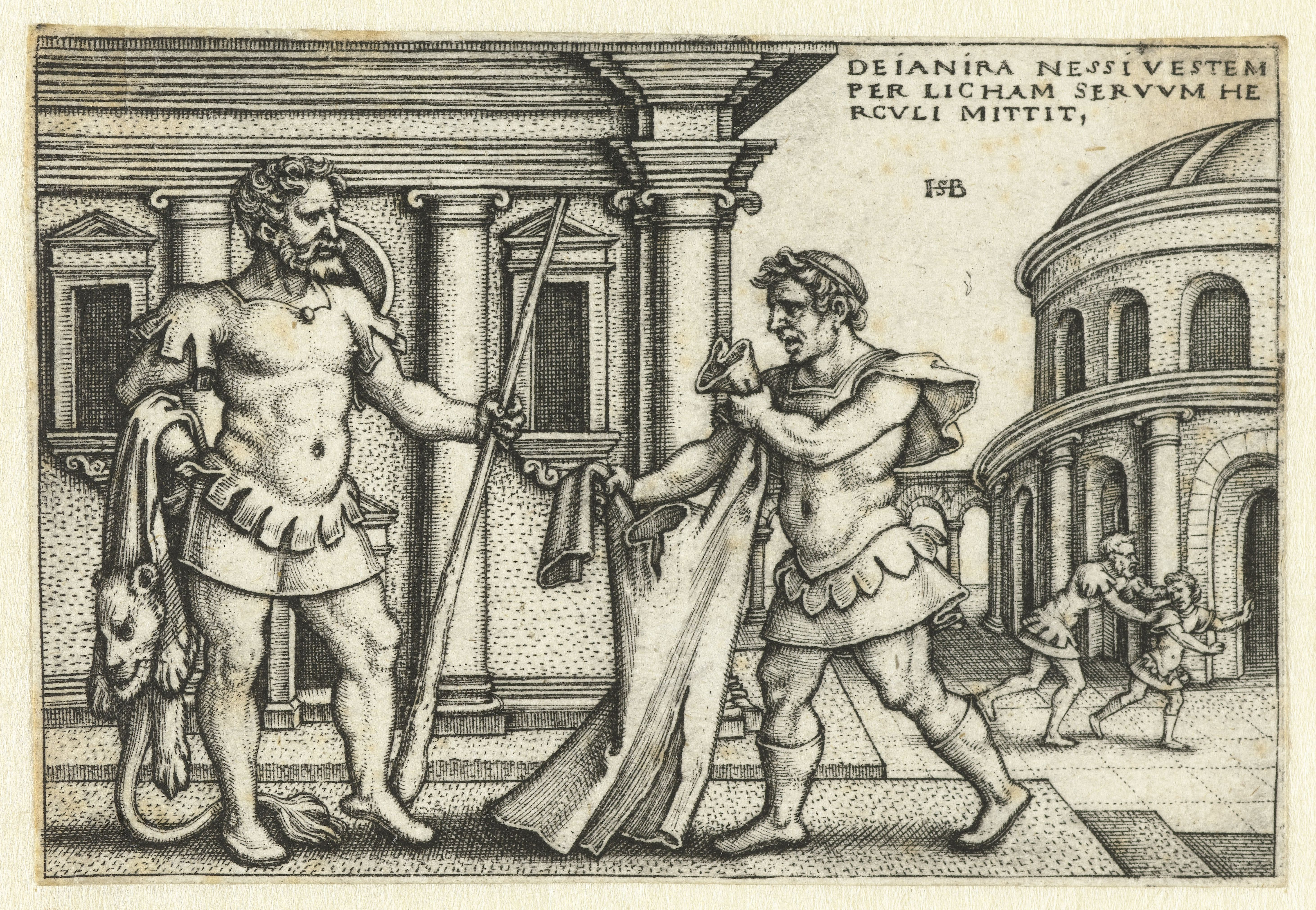
Lichas (rechts) überbringt dem Herakles (links mit Löwenfell in der Hand) das Gewand des Nessus. Kupferstich von Hans Sebald Beham, um 1542–1548

Die Trachinierinnen (altgriechisch Τραχίνιαι Trachíniai) ist eine griechische Tragödie von Sophokles. Kern der Handlung ist der Tod des Herakles. Das Stück spielt in der namensgebenden griechischen Stadt Trachis, aus der die Sängerinnen des Chors stammen. Entstehungs- und Aufführungsdaten sind unbekannt und unter Forschern seit Beginn der Klassischen Altertumswissenschaft umstritten. Allgemein wird davon ausgegangen, dass es sich um ein Frühwerk des Dichters handelt. Auffällig sind auch teils wörtliche, teils thematische Übereinstimmungen mit Werken von Euripides, insbesondere mit seiner Alkestis.

## Handlung

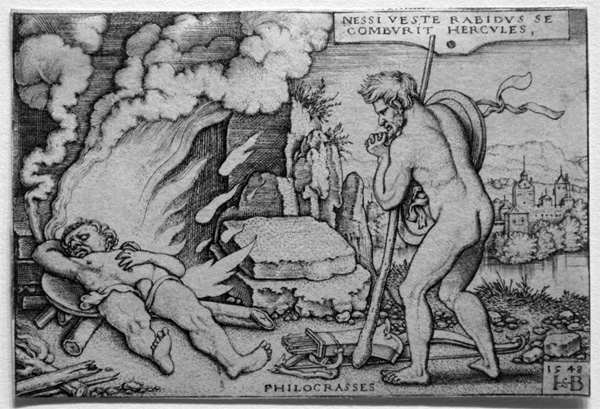
Hans Sebald Beham: Herkules auf dem Scheiterhaufen

Deïaneira, Herakles’ Frau, hat von ihrem Gatten seit einem Jahr und drei Monaten keine Nachricht erhalten. Er hat sie vor seiner Abreise über eine Weissagung des Orakels von
Dodona informiert, laut der er nach einem Jahr und drei Monaten sterben würde oder von da an ein unbeschwertes Leben führe, wenn er überlebt. Deianeira entsendet verzweifelt ihren Sohn Hyllos auf die Suche nach ihrem Gatten. Kurz nach seinem Aufbruch trifft Herakles’ Diener Lichas bei Deïaneira ein. Er behauptet, dass sein Herr die Stadt Oichalia belagert habe, um sich am dortigen König Eurytos dafür zu rächen, dass er der Omphale ein Jahr lang als Sklave dienen musste. Doch bald erfährt Deïaneira den wahren Grund von Herakles’ Feldzug: Dies geschah, um Eurytos’ Tochter Iole als Nebenfrau nach Hause zu entführen.
In der Hoffnung, den untreuen Herakles zurückzugewinnen, tränkt die eifersüchtige Deïaneira ein Hemd mit dem Blut von Nessos, der einstmals bei einem Versuch, sie zu vergewaltigen, von Herakles getötet wurde. Sie weiß aber nicht, dass das Blut des Kentauren vergiftet ist, da Herakles den Pfeil, mit dem er ihn tötete, in das Gift der Hydra getunkt hatte. Lichas übergibt das Hemd seinem Herrn. Hyllos beschuldigt seine Mutter und berichtet ihr, sein Vater sei unter höllischen Schmerzen gestorben, nachdem das Gift seine Haut verbrannt hat. Voller Verzweiflung und Scham erdolcht sich Deïaneira.
Hyllos kehrt zu Herakles zurück, der noch im Todeskampf liegt, in seiner Raserei Lichas erschlagen hat und nun seinem Sohn aufträgt, ihn auf dem Berg Öta zu verbrennen. Nur das todesbringende Feuer kann die Wirkung des Giftes lindern. Hyllos muss sich schließlich auch dem letzten Wunsch seines Vaters fügen, Iole zu heiraten. In der Schlussszene wird Herakles davongetragen, um lebendig verbrannt zu werden.
Das Thema von Deïaneiras Eifersucht erscheint unter anderem auch im neunten Brief von Ovids Heroides.

## Ausgaben und Übersetzungen
- Sophocles, Trachiniae. Edited by P. E. Easterling. Cambridge UP, Cambridge 1982.
- Friedrich Ast: Die Trachinierinnen, in: Sophokles: Die Trauerspiele, S. 137–196 (Online)
- Nicolaus Wecklein, Eduard Wunder: Die Tragödien Des Sophokles: Die Trachinierinnen. [1. Aufl.] 1884…. Nachdruck Nabu Press, 2011, ISBN 978-1-271-13828-9.